# Джим Вебб
Джеймс Генрі «Джим» Вебб-молодший (англ. James Henry «Jim» Webb, Jr.; нар. 9 лютого 1946, Сент-Джозеф, Міссурі, США) — американський політик. Колишній сенатор США від Вірджинії (2007–2013). Він також був Міністром військово-морських сил США (1987–1988). Член Демократичної партії.
Закінчив школу в м. Белвью, штат Небраска; навчався в Університеті Південної Каліфорнії (1963–1964); закінчив Військово-морську академію США (1968); здобув ступінь J.D. у Школі права Джорджтаунського університету (1975); служив у Морській піхоті США (1968–1972).